# Тепловоз 751
Тепловоз 751 (до 1988 года серия T 478.1) — тепловоз, выпускавшийся с 1964 по 1971 год на заводе ЧКД.
На тепловозе примена силовая установка, полностью аналогичная применённой на тепловозе ЧМЭ3: четырёхтактный рядный дизель K6S310DR с турбонаддувом (турбокомпрессор PDH 50) и тяговый генератор TD 802. Дизель имеет двухконтурную систему охлаждения. От тягового генератора питаются четыре тяговых электродвигателя TE-005E.
Запуск дизеля происходит с помощью пусковой обмотки генератора, получающей питание от аккумуляторной батареи.
Тепловозы этой серии были приписаны к локомотивным депо Прага, Оломоуц, Брно, Ческе-Будеёвице, Усти-над-Лабем, Ческе-Требова (чеш. Česká Třebová) и Пльзень.